# Naoesjki
Naoesjki (Russisch: Наушки), vroeger Kirilovka (Russisch: Кирилловка), is een plaats (nederzetting met stedelijk karakter) in het district Kjachtinski van de Russische autonome republiek Boerjatië, gelegen op ongeveer 32 kilometer ten westen van Kjachta en 250 kilometer ten zuidwesten van de Boerjatische hoofdstad Oelan-Oede aan de oostelijke oever van een van de stromen die de rivier de Selenga hier vormt. Het vormt een grensplaats en treinstation aan de grens met Mongolië. De plaats telde 3.575 inwoners bij de volkstelling van 2002 tegen 4.167 bij die van 1989. In de plaats bevindt zich een vleeskombinat en een douanepost.
Naoesjki heeft een station aan een spoorlijn van Oelan-Oede naar Mongolië, die verderop in Mongolië samenkomt met de Trans-Siberische spoorlijn en in Rusland onderdeel vormt van de Oost-Siberische spoorlijn. De lijn tussen Oelan-Oede en Naoesjki werd opengesteld in 1939 voor de openstelling van de steenkoolvoorraden bij het Goesinojemeer en voor de verbinding met Ulaanbaatar, die in 1950 gereed kwam. In 1940 ontstond het dorp Naoesjki, dat later de status van nederzetting met stedelijk karakter kreeg. In de 18e eeuw lag er al een wachtpost en later het dorpje Kirilovka.

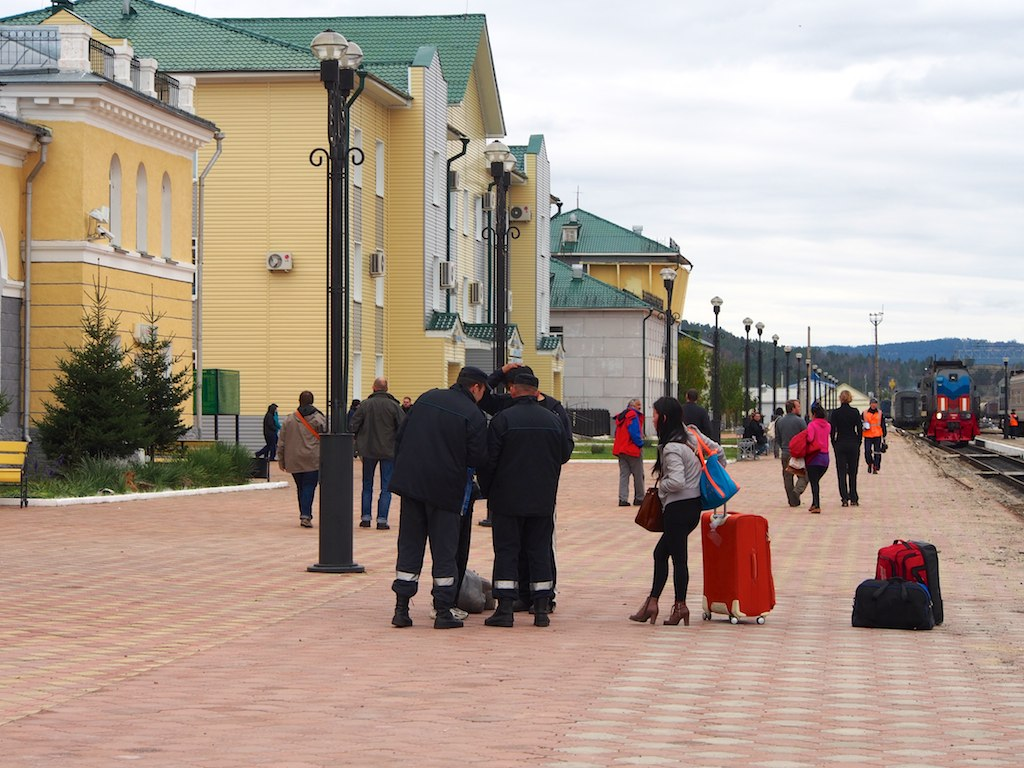
Station (perron)
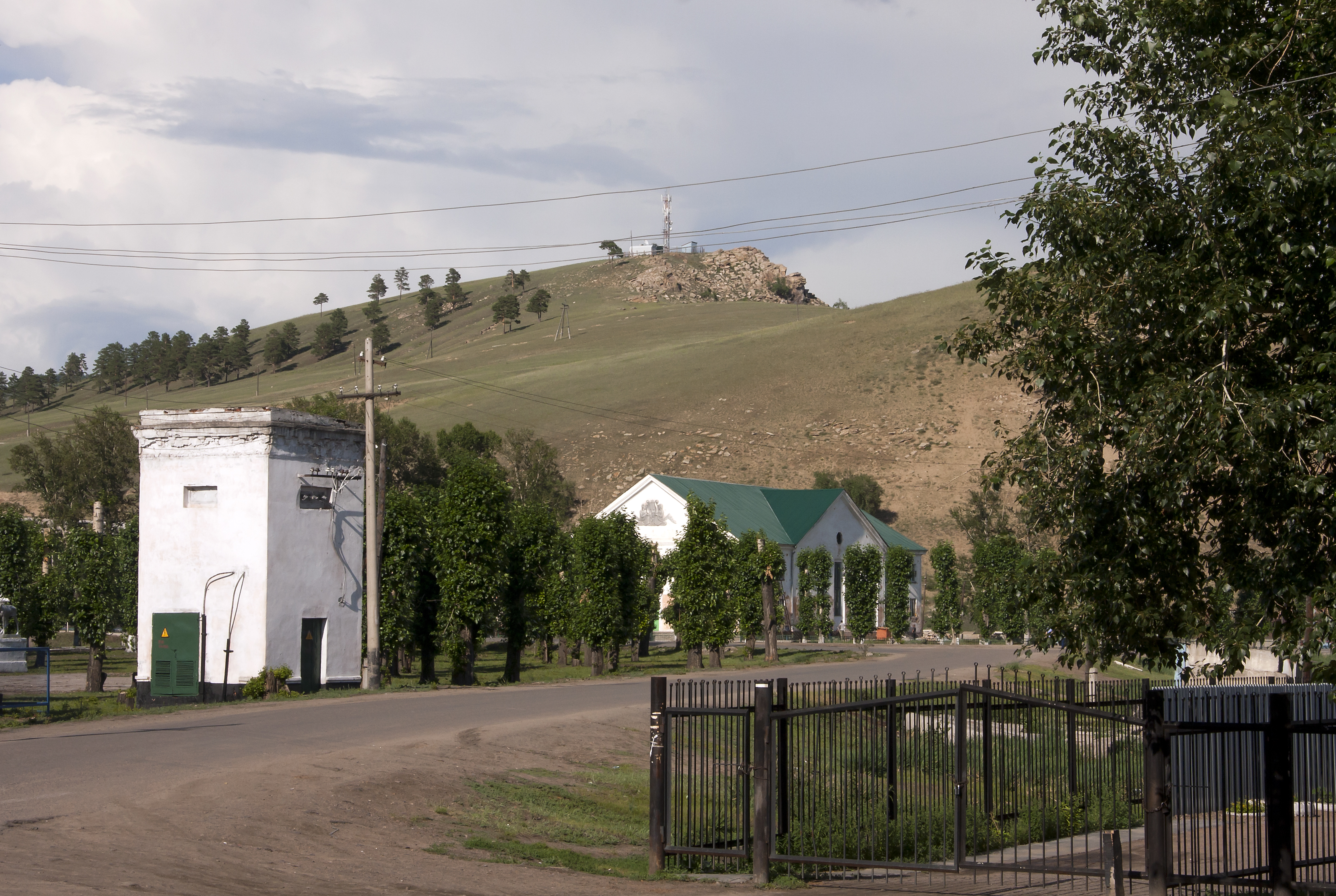
Straat
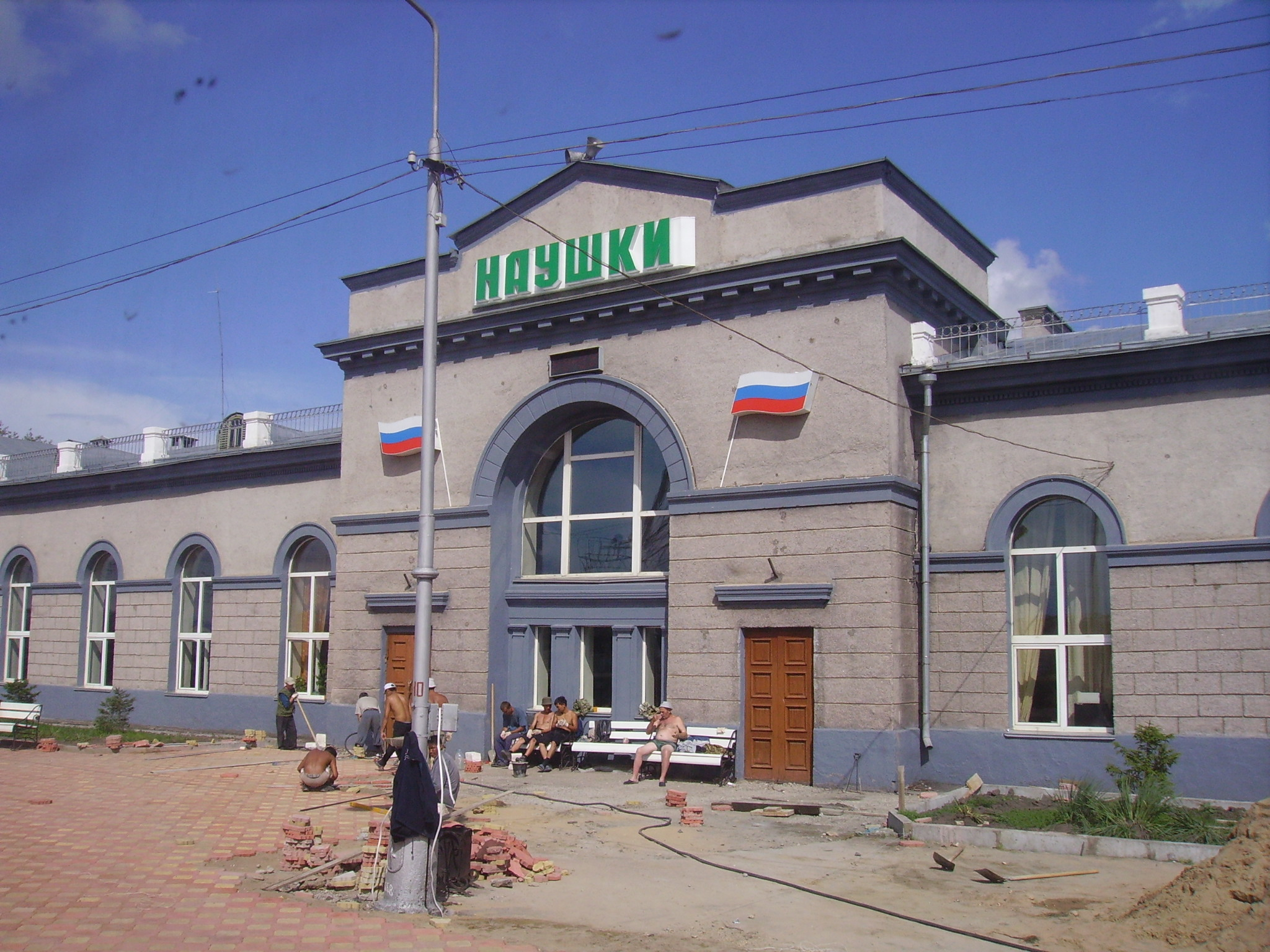
Station (voorkant)